# Anton Strohmayer

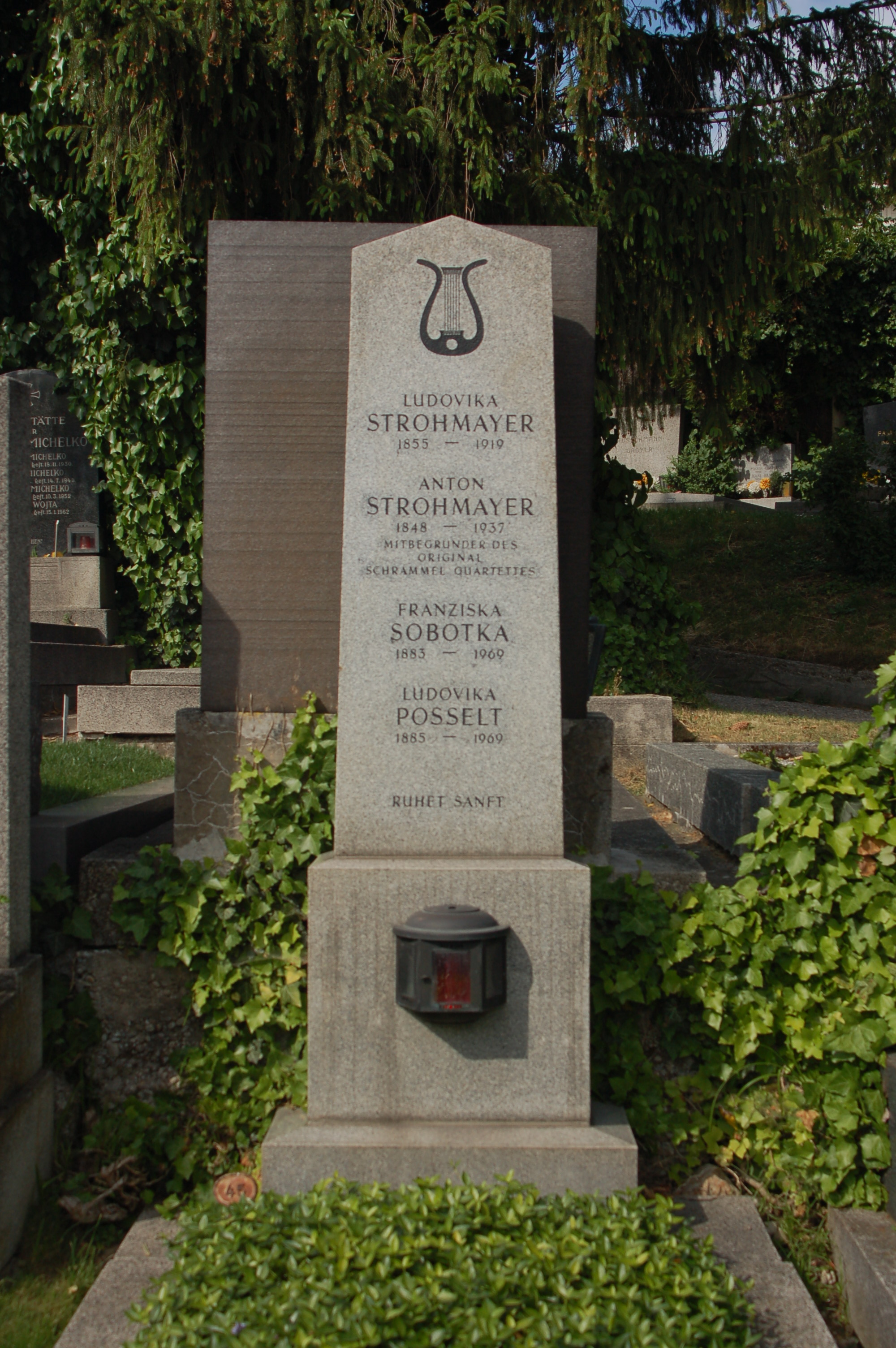
Grabmal von Anton Strohmayer

Anton Strohmayer (* 25. Jänner 1848 in Wien; † 20. Dezember 1937 ebenda) war ein Mitglied des legendären Schrammel-Quartetts.
Er erhielt bei seinem Vater Alois (1822–1890) Gitarrenunterricht. Als Bub wurde er schon wie Johann (Hans) und Josef Schrammel von seinem Vater in die Gaststätten zum Spielen mitgenommen. Das erste Mal hat er schon beim „Grünen Jäger“ im Wiener Prater mitgespielt. 1862 mit Schrammel sen., Hans und Josef beim Herzig in Hernals. Und war ab 1866 mit Dänzer und Turnofsky in einem Ensemble. Anton Strohmayer war der beste Gitarrenspieler dieser Zeit, spielte auch Geige und konnte das „picksüße Hölzl“ (G-Klarinette) blasen. Berühmt und bekannt wurde er als Begleiter der „Zaubergeigen“ der Brüder Schrammel, wo er mit der doppelhalsigen Gitarre den Bass dazu intonierte.
Sein ehrenhalber gewidmetes Grab befindet sich auf dem Dornbacher Friedhof in Wien (Gruppe 30, Nummer 45).